# Chromidotilapia guntheri
Chromidotilapia guntheri är en fiskart som först beskrevs av Sauvage 1882.  Chromidotilapia guntheri ingår i släktet Chromidotilapia och familjen Cichlidae. IUCN kategoriserar arten globalt som livskraftig.

## Underarter
Arten delas in i följande underarter:
- C. g. guntheri
- C. g. loennbergi